# جرولا آلتا
جرولا آلتا (به ایتالیایی: Gerola Alta) یک کومونه در ایتالیا است که در استان سوندریو واقع شده‌است.

## خصوصیات
جرولا آلتا ۳۸٫۳ کیلومترمربع مساحت و ۲۳۰ نفر جمعیت دارد.